# 東灘站 (韓國)
東灘站（：／ Dongtan yeok */?）是首都圈廣域急行鐵道A路線和水西平澤高速線沿線交會的一座的鐵路車站，位於韓國京畿道華城市烏山洞。

## 車站結構

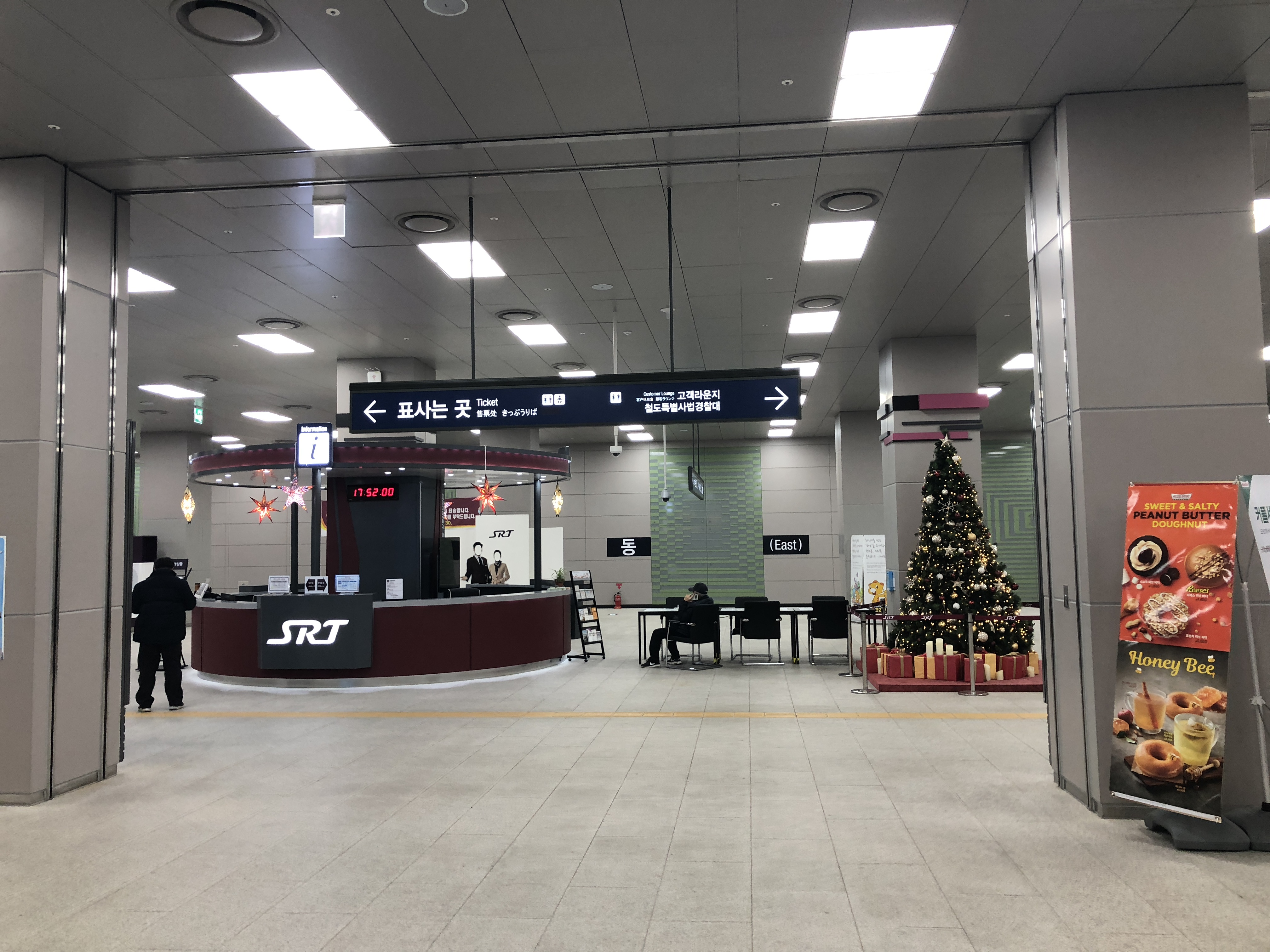
站厅
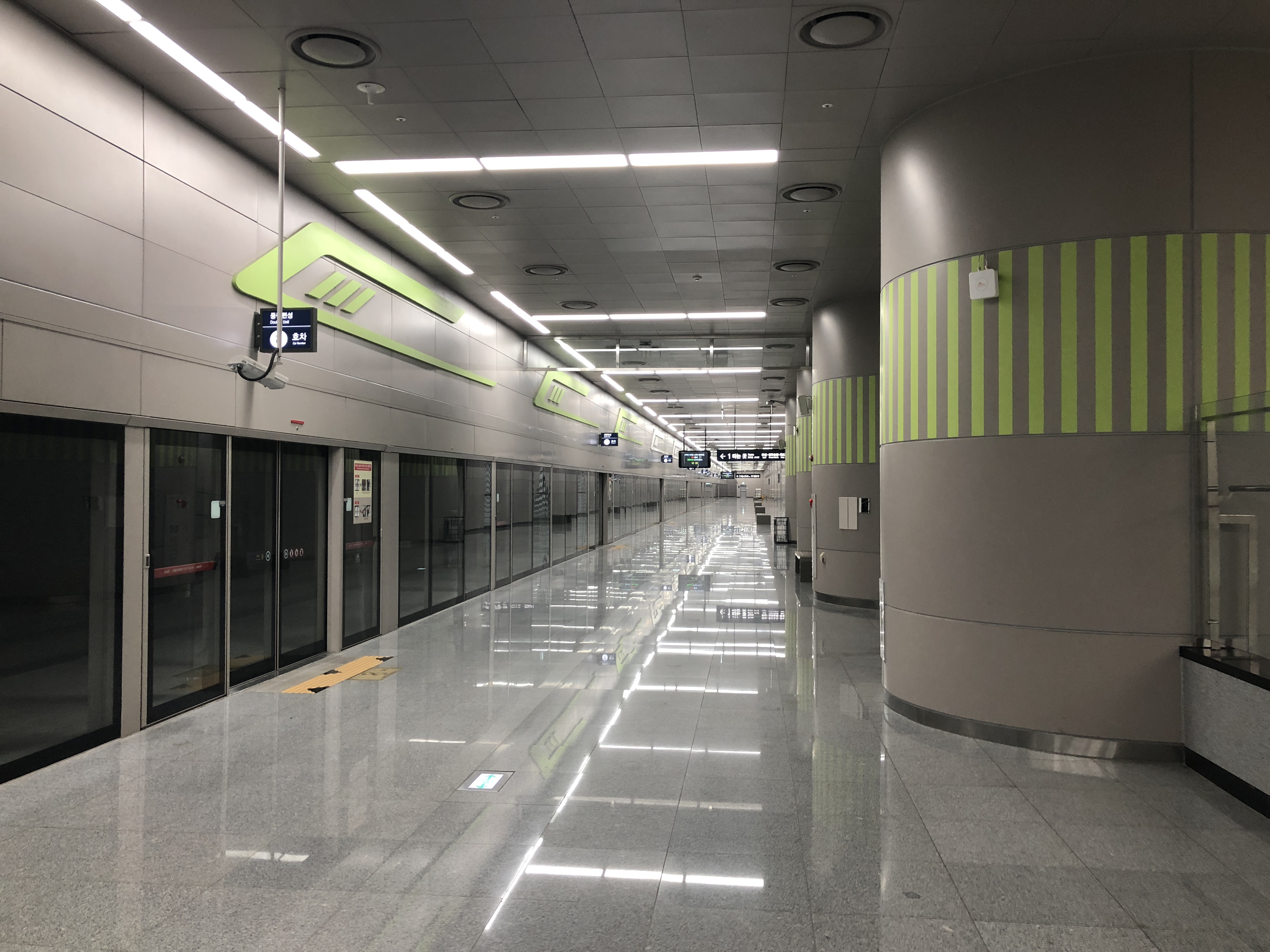
SRT南行站台
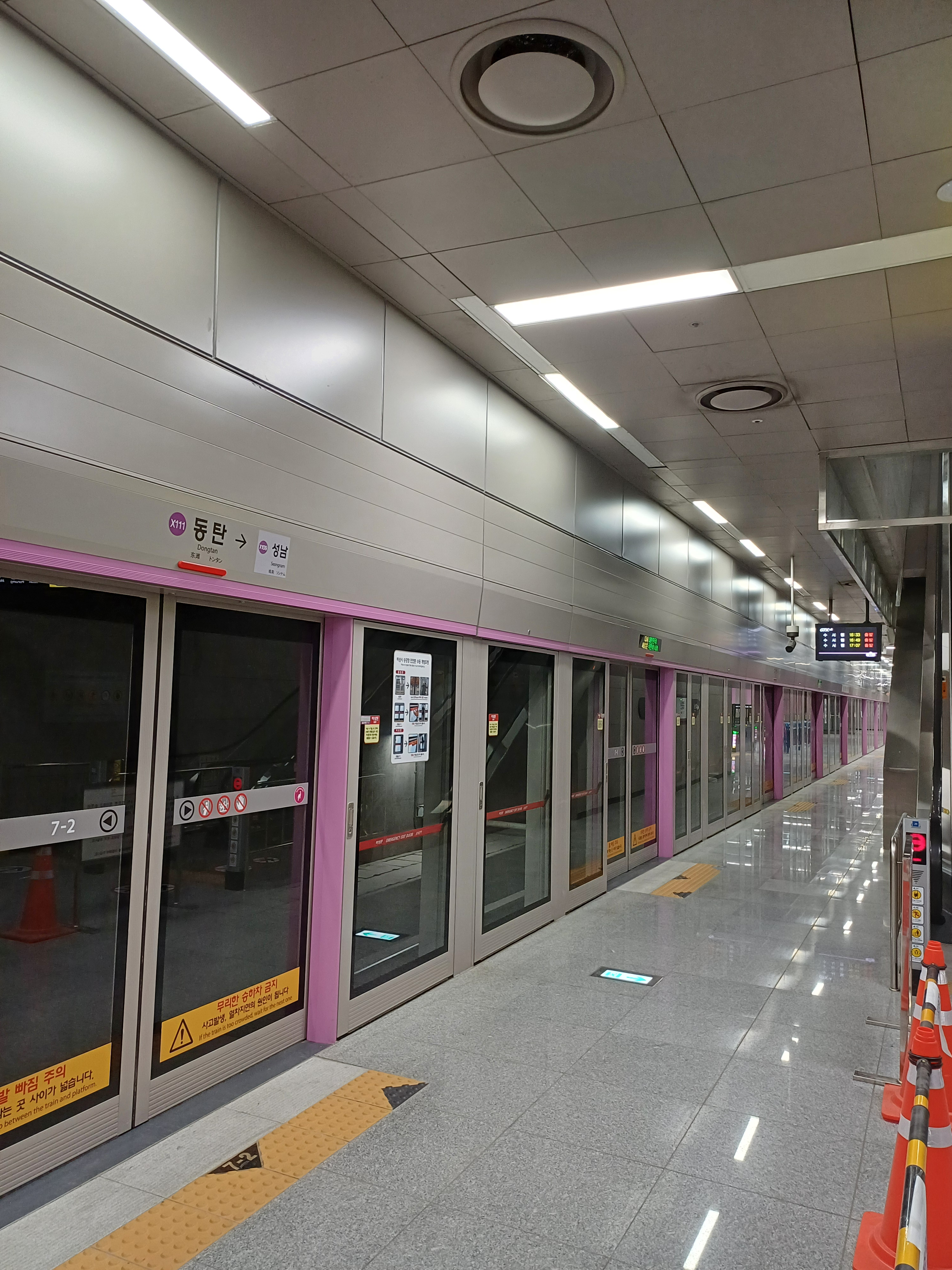
GTX月台

候車月台装有月台幕門。
| ↑ 水西          |
| １２ \| ３４ \| |
| 平澤芝制 ↓      |

| 月台 | 路線                     | 目的地                             |
| ---- | ------------------------ | ---------------------------------- |
| １   | ●首都圈廣域急行鐵道A路線 | 此站終着（高床月台）               |
| ２   | ●水西平澤高速線SRT       | 釜山、光州松汀、木浦方向(低床月台) |
| 通過 | ●水西平澤高速線SRT       | 通過線2線                          |
| ３   | ●水西平澤高速線SRT       | 水西方向(低床月台)                 |
| ４   | ●首都圈廣域急行鐵道A路線 | 水西、三成方向（高床月台）         |

- 站厅
- SRT南行站台
- GTX月台

## 歷史
- 2016年4月29日：國土交通部站名告示(第2016-219號)路線站距。[2]
- 2016年12月9日：此站落成啟用。
- 2024年3月30日：GTX-A路線站體開通。

## 车站周边

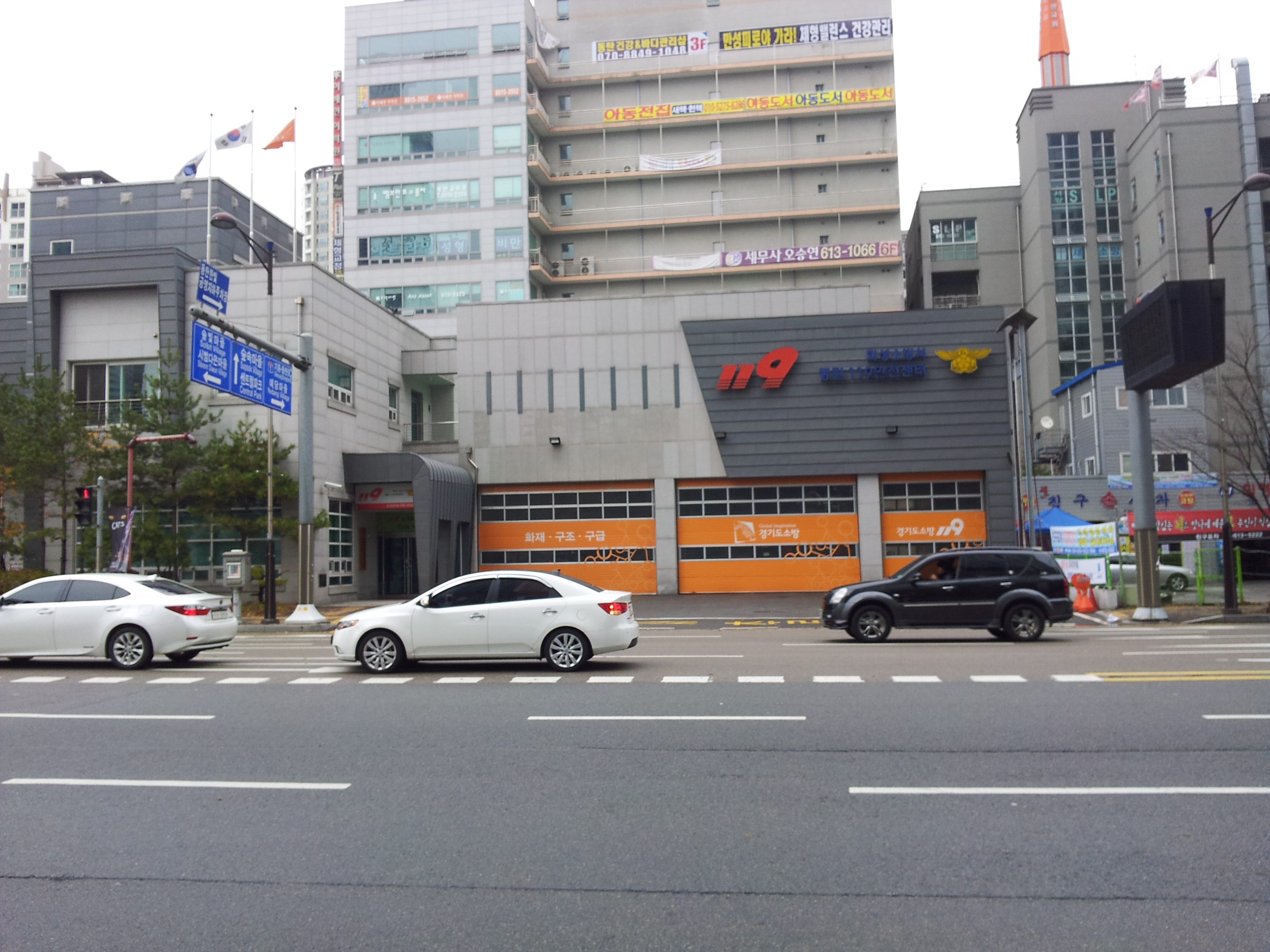
東灘119消防安全中心
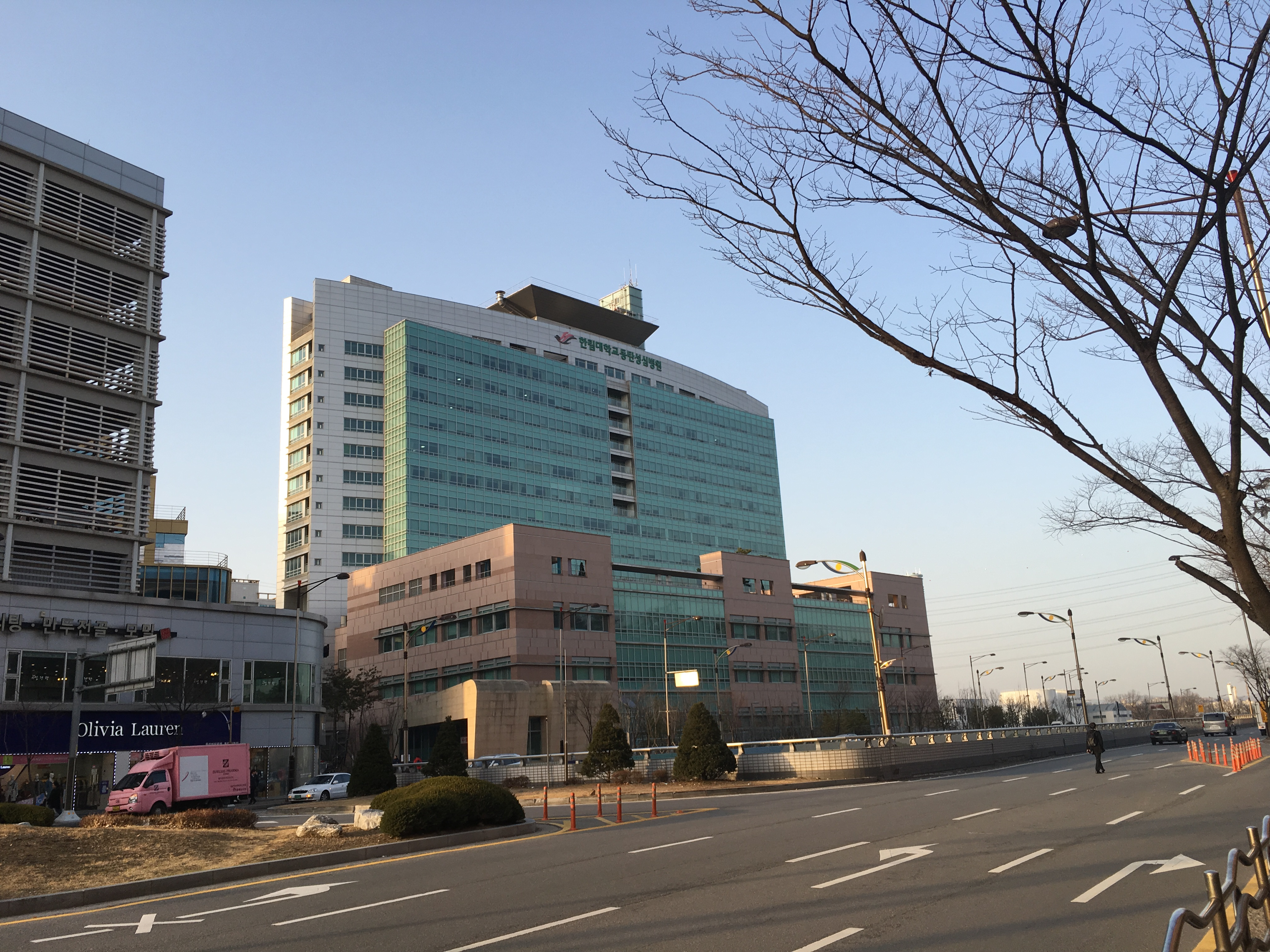
翰林大附設東灘聖心醫院
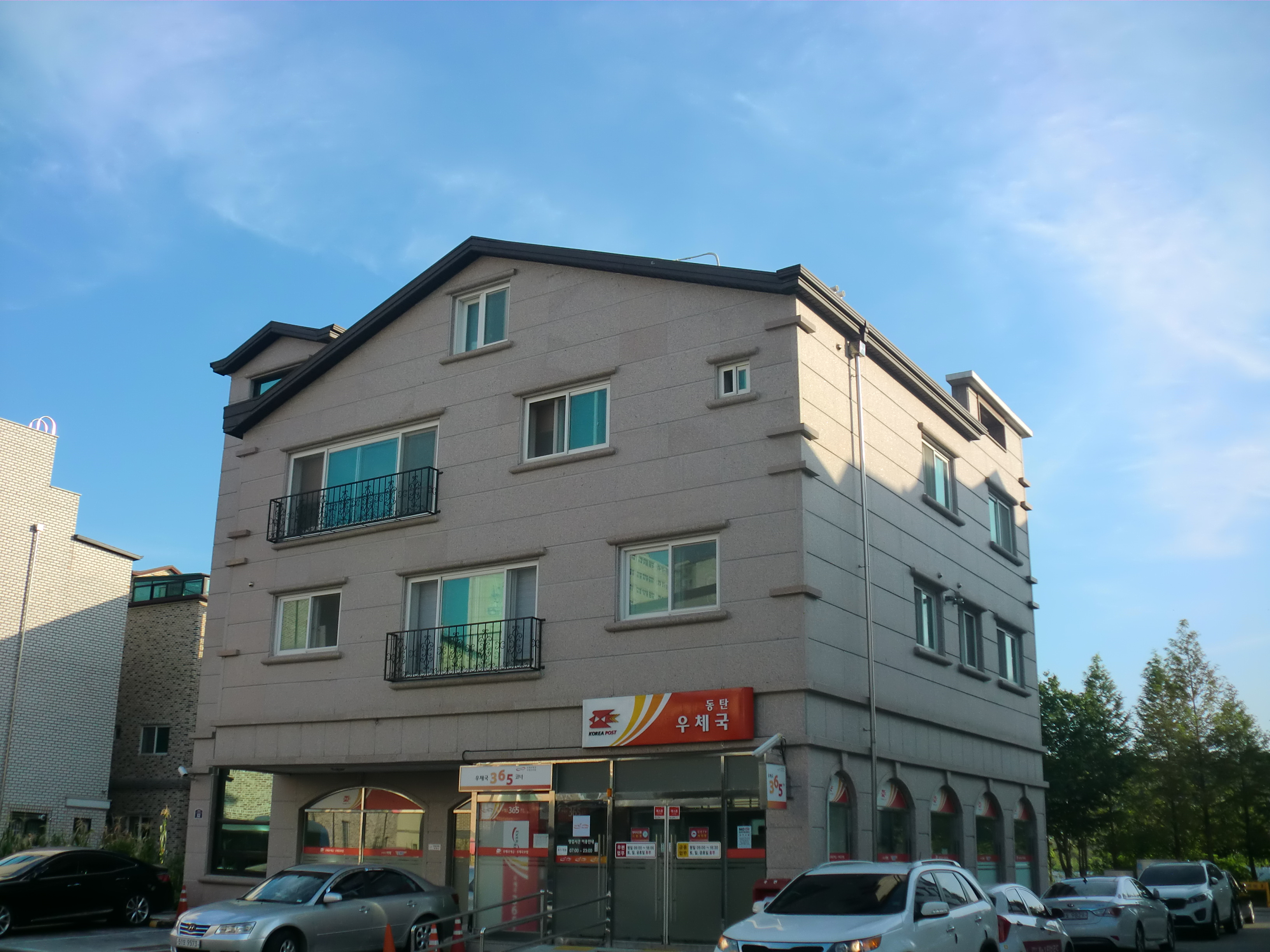
華城東灘郵局

- 京釜高速公路器興東灘交流道（朝鲜语：기흥동탄_나들목）
- 烏山川
- 峙洞川
- 清溪初等學校（朝鲜语：화성청계초등학교）
- 清溪中學校（朝鲜语：청계중학교）
- 衙仁初等學校（朝鲜语：아인초등학교）
- 東灘新都市（朝鲜语：동탄신도시）

- 東灘1新都市

- 華城東灘郵局（華城郵局管轄）
- 露雀公園
- 詩拉飯店東灘（新羅酒店集團）
- 華美達酒店東灘店
- 東灘Metapolis
- 三星電子華城事業所
- 翰林大學附設東灘聖心醫院
- 東灘保険所
- 華城消防署東灘119安全中心

- 東灘第2新都市

- 里维埃拉鄉村俱樂部（高爾夫球場）

- 東灘119消防安全中心
- 翰林大附設東灘聖心醫院
- 華城東灘郵局

## 外部連結
- 동탄역,東灘站,SR公司